# Интеграл Виноградова
Интеграл Виноградова — кратный интеграл вида
{\displaystyle \int \limits _{0}^{1}\int \limits _{0}^{1}\ldots \int \limits _{0}^{1}|S|^{2k}\,d\alpha _{1}\,d\alpha _{2}\ldots d\alpha _{n},}
где
{\displaystyle S=\sum _{1\leqslant x\leqslant P}e^{2\pi i(\alpha _{1}x+\alpha _{2}x^{2}+\ldots +\alpha _{n}x^{n})},}
являющийся средним значением степени 2k модуля тригонометрической суммы. Теорема Виноградова о величине этого интеграла — теорема о среднем — лежит в основе оценок сумм Вейля. Интеграл применяется при решении проблем аналитической теории чисел.
Значение интеграла Виноградова соответствует числу решений следующей системы уравнений:
{\displaystyle {\begin{cases}x_{1}+\ldots +x_{k}=y_{1}+\ldots +y_{k},\\x_{1}^{2}+\ldots +x_{k}^{2}=y_{1}^{2}+\ldots +y_{k}^{2},\\\cdots \\x_{1}^{n}+\ldots +x_{k}^{n}=y_{1}^{n}+\ldots +y_{k}^{n}.\end{cases}}}
где неизвестные {\displaystyle x_{1},\ldots ,x_{k},y_{1},\ldots ,y_{k}} могут принимать целые значения от 1 до {\displaystyle P,P\geqslant 1}.